# Філібер Делорм
Філібер Делорм (фр. Philibert de l'Orme, * бл. 1510, Ліон — † 8 січня 1570, Париж) — відомий архітектор Франції доби Відродження.

## Біографія
Народився в місті Ліон. Його батько, Жан Делорм, теж займався мистецтвом і заохочував сина до нього. У 1533 — 36 роках Філібер в Римі навчався мистецтвам і архітектурі, був в услужінні навіть у папи римського Павла ІІІ. Повернувся в Ліон, де мав патроном кардинала дю Белле (Cardinal du Bellay). Разом з кардиналом переїхав до Парижу близько 1540 р., де будував Сен-Жерменський палац. З 1545 р. він архітектор короля Франції Франциска 1-го.
Для короля Генріха 2-го він будував в Палац Фонтенбло і в замку Сен-Жерменський палац, в замку Неф. Після смерті короля Генріха 2-го у 1559 р. був відсторонений від королівських замов і милості. Лише король Карл IX повернув архітектора до свого двору. Філібер Делорм будував для нього палац Тюїльрі біля Лувру в Парижі.
Архітектор помер в Парижі.

## Головні твори
- добудови в палацу Фонтенбло
- добудови в замку Сен-Мер
- добудови в замку Неф
- палац Тюїльрі з 1564 р.біля Лувру, Париж (згорів у 1871 році, зруйновано)
- добудови замку Сен-Жермен-ан-Ле (Сен-Жерменський палац — зруйновано в кінці XVIII століття)

## Галерея

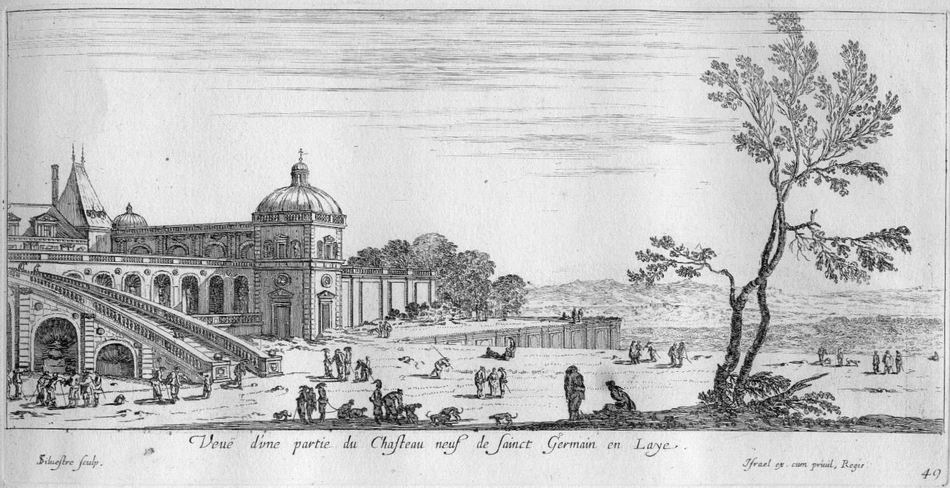
Верхня тераса замку Неф біля Медону (Château Neuf at Meudon). Гравер Ізраель Сільвестр (Israel Silvestre).
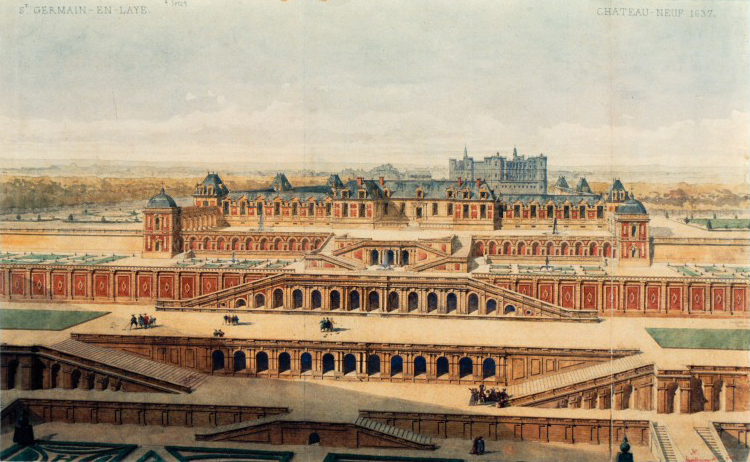
Новий палац і сади у Сен-Жермен-ан-Ле, арх. Філібер Делорм, 1637 (зруйновано в 18 ст.)
План палацу Лувр, де до 1871 знаходився і палац Тюїльрі (пусте місце на зеленому партері саду ліворуч)
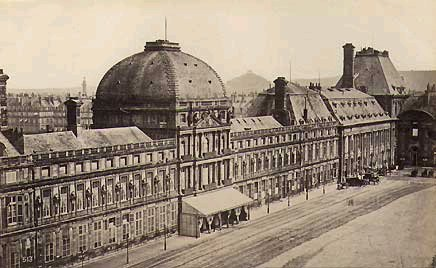
Палац Тюїльрі, що згорів під час боїв з версальцями у 1871 (архівне фото неіснуючого палацу,що замикав двір Лувру)